# Asteroid de tip A
Asteroizii de tip A sunt o clasă rară de asteroizi (din anul 2005 au fost descoperiți doar 17 asteroizi de acest tip), cărora le este caracteristic un albedo destul de mare (între 0,17 și 0,35).